# Bathygonium moskalevi
Bathygonium moskalevi is een pissebed uit de familie Paramunnidae. De wetenschappelijke naam van de soort is voor het eerst geldig gepubliceerd in 1984 door Kussakin.